# Il dito nell'occhio
Il dito nell'occhio è uno spettacolo teatrale scritto e proposto da Dario Fo, Giustino Durano e Franco Parenti nel 1953.
Con i tre autori collaborò alla regia anche il mimo Jacques Lecoq.
Proposto come spettacolo di rivista in realtà era una piéce di satira sociale e politica, durante le tournée venne più volte sottoposto a censura.
I tre autori collaborarono anche nella stesura de I sani da legare nel 1954.
Il visto della censura riporta la data del 12 gennaio 1955, mentre la prima avvenne al Piccolo Teatro di Milano il 21 giugno 1953.